# Toufic Ali
Toufic Ali Abuhammad (Gaza, 8 novembre 1989) è un calciatore palestinese, portiere del Taraji Wadi Al-Nes e della Nazionale palestinese.

## Carriera

### Nazionale
Ha esordito in nazionale nel 2011.